# Panormenis impunctata
Panormenis impunctata är en insektsart som först beskrevs av Schmidt 1906.  Panormenis impunctata ingår i släktet Panormenis och familjen Flatidae. Inga underarter finns listade i Catalogue of Life.